# Трг Омонија
Трг Омонија (грч. Πλατεία Ομονοίας, „Трг конкорда“, који се често једноставно назива Омонија) је централни трг у Атини. Означава северни угао центра града дефинисаног плановима града из 19. века и једно је од главних саобраћајних чворишта града. Опслужује га метро станица Омонија.
Трг Омонија је један од најстаријих тргова у граду Атини и важан трговачки центар. Налази се у центру града на раскрсници шест главних улица: Панепистимију, Стадиоу, Атинас, Пеираиос, Улице Агиоу Константиноу и Улице 3. Септемвриоу.

## Име
Трг је изграђен 1846. године и првобитно му је име било „Платеиа Анакторон“ (Платни трг) јер је, према првобитном урбанистичком плану Атине 1834. Касније је трг преименован у „Трг Отонос“ у част краља Отона. Након што је Отон свргнут, 1862. године добио је своје коначно име, „Трг Омонија“, јер су ту лидери супротстављених политичких фракција дали заклетву мира да прекину непријатељства.

## Историја промена дизајна
Фонтана на тргу Омонија као што се види на трећој фотографији одозго, након рестаурације 2020. Крајем 19. века трг је претрпео неколико обликовних промена. По целом тргу је постављено дрвеће, у центру трга постављена је полигонална платформа и постављени системи осветљења. Трг Омонија је био центар где су се људи састајали и друштвени живот је напредовао, јер је био и полазна тачка за железницу, окружен бројним хотелима.
Од 1925. до 1930. године изграђена је подземна железница између Пиреја и Атине која је захтевала даље преуређење трга. Трг Омонија је постао кружни, а мермерне решетке су постављене на улазима подземне железничке станице. трг је почео да личи на европске прототипове и добио је важну комерцијалну улогу. Због постојања подземне железнице било је неопходно направити и подземни вентилациони систем, а 1931. године тадашњи градоначелник Атине Спирос Меркурис предложио је постављање осам скулптура које представљају митолошке музе да покрију отворе вентилационих отвора. Иако је проблем решен, резултат није задовољио естетска очекивања Атињана, па су статуе уклоњене.
Педесете су биле период модернизације за Атину, а самим тим и за многе јавне просторе. Године 1954. у подземној зони трга Омонија изграђене су банке, продавнице и пошта.
1958. Министарство саобраћаја и јавних радова расписало је конкурс за уређење трга Омонија. Пројекат су добили вајар Јоргос Зонголопулос и архитекта Костас Бициос. Њихов предлог је укључивао кружни систем воде у чију средину би била постављена Зонголопоулосова скулптура „Посејдон”. Трг је редизајниран, али на крају без постављања скулптуре. На крају, скулптура је трајно постављена 2014. године испред Милкен школе јавног здравља на Универзитету Џорџ Вашингтон. Фонтана Омоније постала је позната градска знаменитост, а сам трг је много пута приказан у грчким филмовима тог периода.
Новембра 1992. уништена је фонтана и скулптура „Тркач” како би се ископало подручје за изградњу нове црвене линије атинског метроа и нове станице. У мају 1994. године изграђен је нови "Тркач" који је пребачен на садашњу локацију, преко пута атинског хотела Хилтон.
Од средине 2019. до фебруара 2020., трг је прошао још једну велику реконструкцију, која је постала неопходна након што су претходне естетске и урбанистичке промене на крају довеле до деградације овог централног и историјског подручја Атине. Уз јавна и приватна средства, општина Атина је обновила историјску фонтану из 1958. године и заменила све поплочане материјале термонеутралним материјалима који смањују топлотни отисак целог трга. Преуређени трг отворен је за јавност 14. маја 2020. године.
Испод трга се налази метро станица Омонија, главно транспортно чвориште са путничким саобраћајем једнаким метро станици Синтагма.

## Прославе
Овде су се недавно одржавале спортске прославе, укључујући победу Грчке у финалу Евробаскета 2005. и освајање шампионата. Други спортски успеси, попут Европског турнира 2004, када су се људи попели на скулптуру са пет прстенова да би прославили са националним заставама, такође су се обично славили овде.

## Архитектура
Након трансформације 2003. године, трг је изгубио део своје некадашње вредности и престижа, али и даље представља мултикултурално место и тачку комуникације, као транспортно чвориште за хиљаде људи током дана.
Две од његових најпрепознатљивијих зграда су стари неокласични хотели овог подручја; „Багкеион“ и „Мегас Алекандрос“, који се налазе један поред другог са обе стране Атинасове улице.
Пентакиклон (скулптура са пет прстенова) има своју причу; постављена на тргу 2001. године, никада није функционисала у потпуности како је првобитно замислила архитекта, јер је требало да буде покретна скулптура када у њу тече вода. Током Божића 2008. године, када је вода први пут ушла у скулптуру, претворила је кругове у покрет. Након тога је прошло време док је комад поново запуштен, све док није поново обновљен и трајно враћен у првобитни концепт покретне скулптуре, током рестаурације целог трга 2020. године. Истовремено је редизајнирана и поново постављена чувена округла фонтана, која је деценијама била обележје.

## Галерија
- Две од најпрепознатљивијих зграда на тргу: Багкеион вила (лево) и хотел Мегас Александрос (арх. Ернст Зилер)
- Трг Омонија, 1890
- Омонија током 1950-их
- Омонија током 1960-их
- Поглед на трг
- Ноћни поглед
- Трг Омонија, 2013